# 信义宗念珠

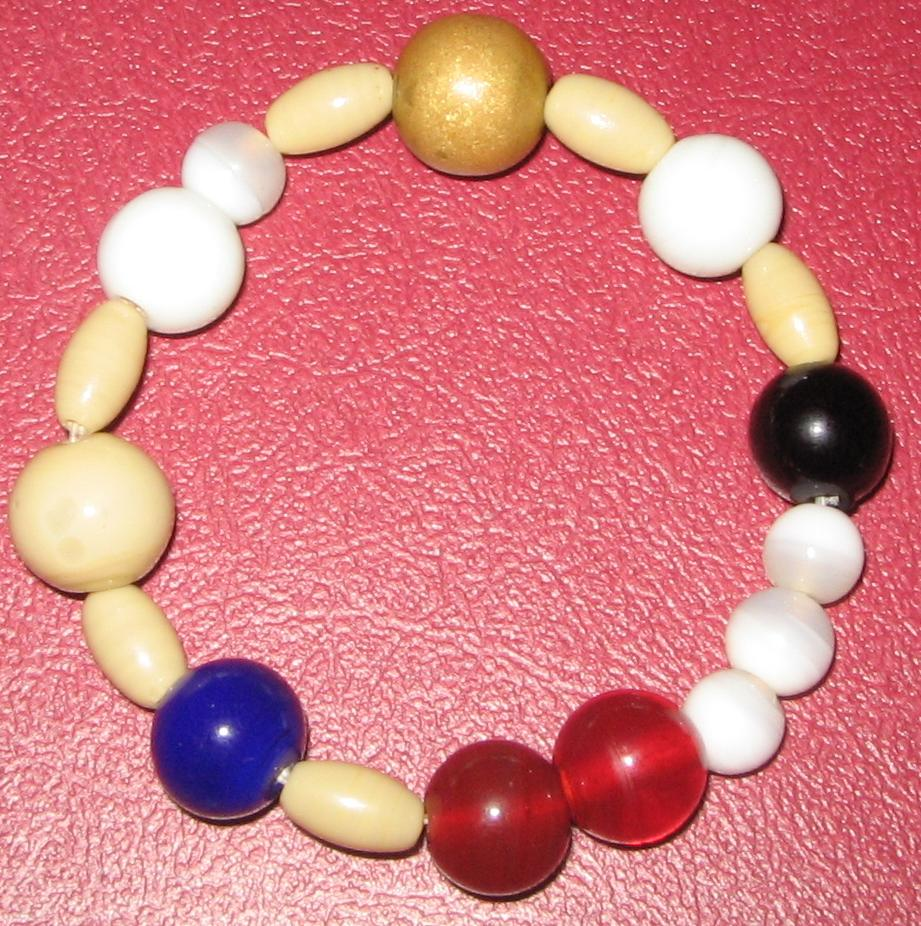
一串信义宗念珠

1995年，神学上属基督新教信义宗的瑞典教会主教Martin Lönnebo发明了一种供信义宗信徒祷告用的念珠（瑞典語：Frälsarkransen）。这种念珠的链上一共有18粒珠。

## 历史
1995年时，瑞典教会主教Martin Lönnebo因为一场风暴被困在了希腊的一座岛上。他发现岛上的渔民手上普遍佩戴着一种没有宗教意味的串珠。他从这种串珠中得到灵感，返回瑞典后发明了一种供信义宗使用的念珠。这种念珠对应的经文是一种简化的、无宗派意义的玫瑰经，念珠上的18粒珠分别代表一段经文。